# Bettenhoven

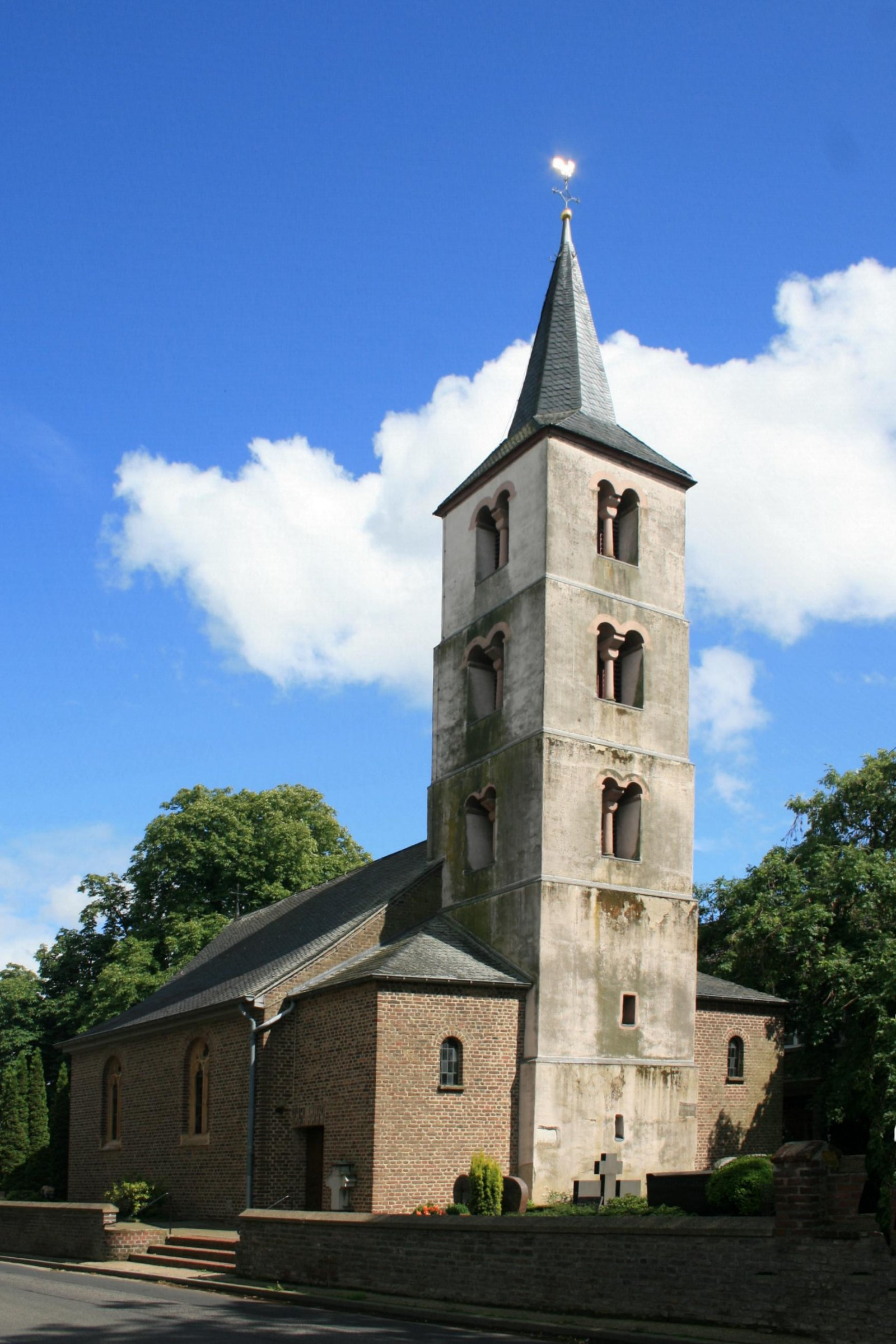
Kirche in Bettenhoven

Bettenhoven ist ein Ortsteil der Gemeinde Titz im Kreis Düren, Nordrhein-Westfalen.

## Lage
Der Ort liegt am östlichen Gemeinderand neben dem Doppelort Rödingen-Höllen, Gemeinde Titz, und Oberembt, Stadt Elsdorf im Rhein-Erft-Kreis.

## Geschichte
Von 1116 bis 1272 gehörte Bettenhoven dem Adelsgeschlecht derer von Alfter. Das große Gut Bettenhoven war von 1272 bis 1638 im Besitz der Herzöge von Jülich. Früher musste dort der Zehnte oder auch „Beden“ abgeliefert werden. Vermutlich wurde daraus der Name „Bedenhof“ und später Bettenhoven. Seit dem Jahre 1638 gab es wechselnde Besitzer.

## Kirche
Die Pfarrkirche ist dem hl. Pankratius geweiht. Das Pfarrbüro befindet sich in Rödingen.

## Verkehr
Bettenhoven hat nur eine Straße, die Weidenstraße.
Busse des öffentlichen Personennahverkehrs fahren am Wochenende den Ort nicht an. In der Woche fahren zwei Buslinien: Die AVV-Buslinie 283 des Rurtalbus verbindet Bettenhoven mit Rödingen und Elsdorf. Die VRS-Linie 950 der REVG hat als Endpunkte Rödingen und Köln-Weiden und führt ebenfalls über Elsdorf. Zusätzlich verkehrt zu bestimmten Zeiten ein Anruf-Sammel-Taxi der Rurtalbus.
| Linie | Betreiber | Verlauf |
| ----- | --------- | --- |
| 283   | Rurtalbus | Rödingen – Bettenhoven – Oberembt – Niederembt – Esch – Elsdorf |
| 950   | REVG      | Weiden Zentrum (Stadtb.) – Königsdorf Bf – Quadrath-Ichendorf Bf – Kenten – Bergheim Bf – Zieverich – Thorr – Grouven – Berrendorf – Giesendorf – Elsdorf – Angelsdorf – Esch – Niederembt – Frankeshoven – Oberembt – Bettenhoven – Rödingen |
| AST   | Rurtalbus | AnrufSammelTaxi: Mo–Fr abends, Sa nachmittags/abends, So Jülich Bf/ZOB – Jülich Innenstadt – Lich-Steinstraß / Stetternich – Pattern / Welldorf – Mersch / Serrest / Güsten – Hompesch / Sevenich / Höllen – Müntz / Spiel / Rödingen / Bettenhoven – Ameln / Hasselsweiler / Ralshoven – Gevelsdorf / Kalrath – Titz – Mündt / Opherten – Jackerath |

## Sonstiges
- Im Ort gibt es die Tennisgemeinschaft Bettenhoven e. V. mit 3 Tennisaußenplätzen im Ort.